# Emilio Mújica Montoya
Emilio Mújica Montoya (Ciudad de México, 23 de mayo de 1926-Ciudad de México, 7 de agosto de 2011) fue un economista mexicano, que ocupó el cargo de secretario de Comunicaciones y Transportes durante el sexenio de José López Portillo entre 1976 y 1982.

## Biografía
Emilio Mújica Montoya fue licenciado en economía egresado de la Universidad Nacional Autónoma de México.
Fue director del STC Metro de la Ciudad de México entre 1991 y 1992, durante la regencia de Manuel Camacho Solís. Posteriormente a su cargo se desempeñó como embajador de México en Costa Rica.